# Set the Controls for the Heart of the Sun

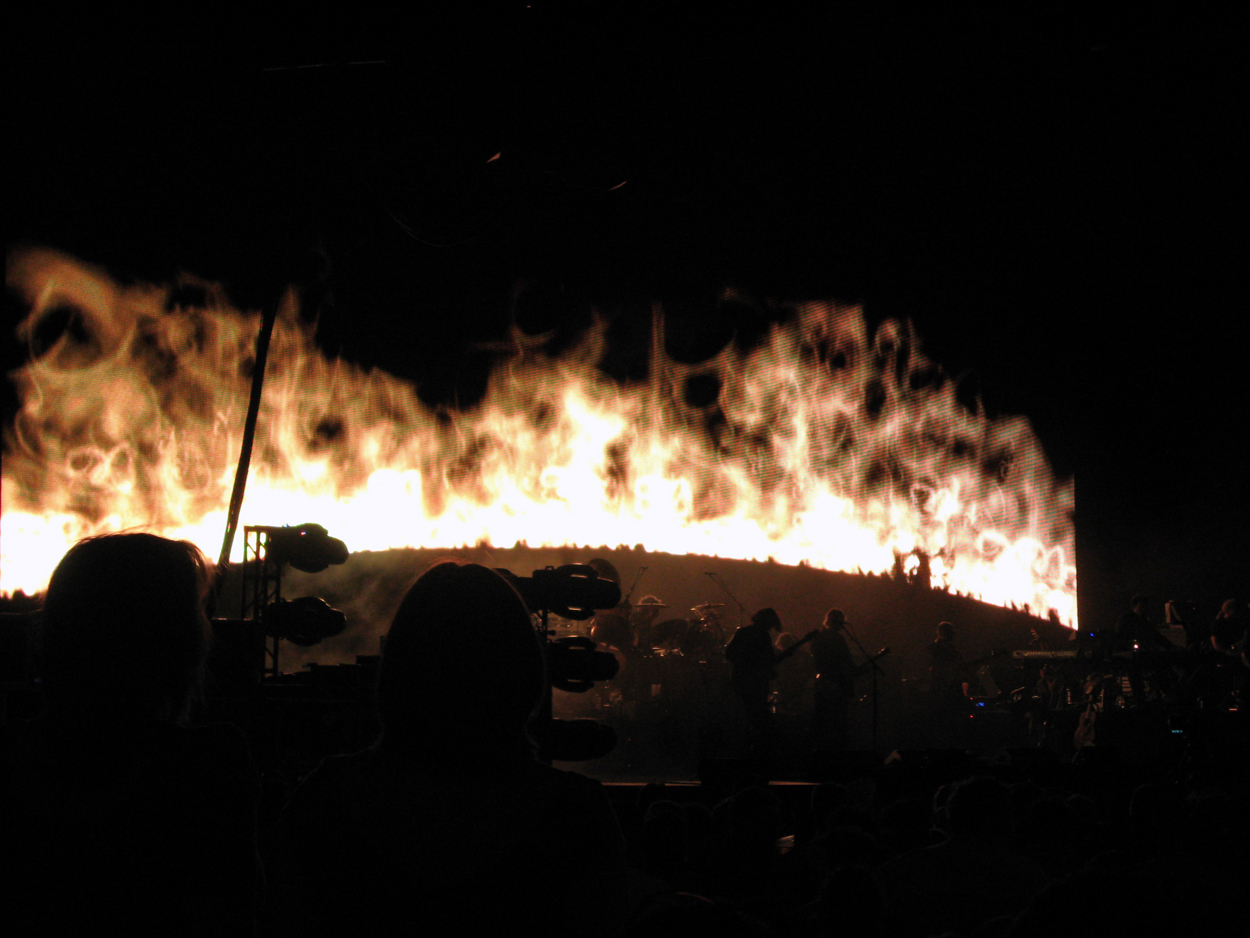
Roger Waters speelt "Set the Controls for the Heart of the Sun" tijdens zijn "Dark Side of the Moon" tour in Tampa, Florida op 19 mei 2007

Set the Controls for the Heart of the Sun is een nummer van Pink Floyd, afkomstig van hun tweede album A Saucerful of Secrets.
Het is het tweede nummer dat ooit door Roger Waters is geschreven en het enige nummer waarbij alle leden die ooit in Pink Floyd zaten, te horen zijn. Dit klassieke nummer is tevens te beluisteren op hun dubbelalbum Ummagumma in een live-uitvoering.

## Bezetting
- Syd Barrett: gitaar, zang
- Roger Waters: basgitaar, zang
- Richard Wright: keyboard
- Nick Mason: drums, percussie
- David Gilmour: gitaar, zang